# ایندیا آیسلی
ایندیا جوی آیسلی (انگلیسی: India Joy Eisley؛ زادهٔ ۲۰ آوریل ۱۹۹۳) یک هنرپیشه اهل ایالات متحده آمریکا است. او بیشتر برای ایفای نقش اشلی یورگنس در مجموعهٔ تلویزیونی شبکه ای‌بی‌سی خانوادگی تحت عنوان زندگی مخفی نوجوان آمریکایی، نقش ایو در فیلم جهان زیرین: بیداری (۲۰۱۲)، و ساوا در بادبادک (۲۰۱۴) شناخته می‌شود.

## گزیدهٔ آثار

### سینما
| نام فیلم           | سال  | نقش          |
| ------------------ | ---- | ------------ |
| مادر ترزا از کلکته | ۲۰۰۳ | دختر انگلیسی |
| جهان زیرین: بیداری | ۲۰۱۲ | ایو          |
| بادبادک            | ۲۰۱۴ | ساوا         |
| خودکشی اجتماعی     | ۲۰۱۵ | جولیا        |
| بالینی             | ۲۰۱۷ | نورا گرین    |
| نگاه به دور        | ۲۰۱۸ | ماریا        |
| ناوبری کور         | ۲۰۲۰ | تیلی         |

### تلویزیون
- زندگی مخفی نوجوان آمریکایی (۲۰۱۳–۲۰۰۸)